# Ksalon
Ksalon (hebrejsky כְּסָלוֹן, v oficiálním přepisu do angličtiny Kesalon) je vesnice typu mošav v Izraeli, v Jeruzalémském distriktu, v Oblastní radě Mate Jehuda.

## Geografie
Leží v nadmořské výšce 584 metrů na zalesněných svazích Judských hor v Jeruzalémském koridoru. Severně od vesnice spadá terén do hlubokého údolí vodního toku Nachal Ksalon respektive do jeho přítoku Nachal Razi'el, na jihu je rovněž hluboké údolí s potokem Sorek. Okraj srázu do kaňonu Soreku lemují dílčí vrchy. Jižně od vesnice je to Har Šefi a Har Šimšon, na jihovýchodě Šluchat Bohen.
Obec se nachází 37 kilometrů od břehu Středozemního moře, cca 42 kilometrů jihovýchodně od centra Tel Avivu a cca 17 kilometrů západně od historického jádra Jeruzalému. Ksalon obývají Židé, přičemž osídlení v tomto regionu je etnicky převážně židovské. Pouze 7 kilometrů severovýchodně odtud leží město Abu Goš, které obývají izraelští Arabové stejně jako nedaleké vesnice Ajn Nakuba a Ajn Rafa.
Ksalon je na dopravní síť napojen pomocí lokální silnice číslo 395. Údolím Soreku vede železniční trať Tel Aviv-Jeruzalém, která zde ovšem nemá stanici.

## Dějiny
Ksalon byl založen v roce 1952. Jménem navazuje na starověké židovské sídlo Kesalón zmiňované zde v bibli v Knize Jozue 15,10 Toto jméno pak ve středověku uchovávala arabská vesnice Kasla. Ta stávala nedaleko severního okraje dnešního mošavu a navazovala na biblický Kesalón. Stála v ní muslimská svatyně al-Šajch Ahmad. Roku 1931 žilo v Kasle 298 lidí v 72 domech. Izraelci byla Kasla dobyta v červenci 1948. Zástavba pak zcela zbořena.
Novověké židovské osidlování tohoto regionu začalo po válce za nezávislost, kdy Jeruzalémský koridor ovládla izraelská armáda a kdy došlo k vysídlení většiny zdejší arabské populace. Už roku 1948 se v této lokalitě usadili izraelští vojáci. Roku 1950 byl v prostoru dnešního mošavu zbudován přistěhovalecký tábor Ksalon určený pro provizorní ubytování židovských imigrantů z Jemenu. 9. prosince 1952 se proměnil v trvalé sídlo, jehož populaci posílili Židé z Rumunska. Ti zde ale nevydrželi a v letech 1954–1956 byla vesnice znovu osídlena židovskými přistěhovalci z Maroka a severní Afriky.
V obci se nachází pomník obětem holokaustu.

## Demografie
Podle údajů z roku 2014 tvořili naprostou většinu obyvatel v Ksalonu Židé (včetně statistické kategorie "ostatní", která zahrnuje nearabské obyvatele židovského původu ale bez formální příslušnosti k židovskému náboženství).
Jde o menší obec vesnického typu s dlouhodobě rostoucí populací. K 31. prosinci 2014 zde žilo 447 lidí. Během roku 2014 populace stoupla o 1,4 %.
| Rok            | 1961 | 1972 | 1983 | 1995 | 2001 | 2003 | 2004 | 2005 | 2006 | 2007 | 2008 | 2009 | 2010 | 2011 | 2012 | 2013 | 2014 |
| -------------- | ---- | ---- | ---- | ---- | ---- | ---- | ---- | ---- | ---- | ---- | ---- | ---- | ---- | ---- | ---- | ---- | ---- |
| Počet obyvatel | 168  | 231  | 246  | 224  | 292  | 310  | 325  | 330  | 314  | 315  | 331  | 381  | 432  | 433  | 420  | 441  | 447  |